# Forreston (Illinois)
Forreston es una villa situada en el condado de Ogle, Illinois, Estados Unidos. Tiene una población estimada, a mediados de 2022, de 1416 habitantes.

## Geografía
La localidad está ubicada en las coordenadas 42°07′38″N 89°34′42″O / 42.12722, -89.57833 (42.12725, -89.578375). Según la Oficina del Censo, tiene una superficie de 2.44 km², correspondientes en su totalidad a tierra firme.

## Demografía
Según el censo de 2020, en ese momento había 1435 personas residiendo en la localidad. La densidad de población era de 588.11 hab./km². El 94.08% de los habitantes eran blancos, el 0.28% eran afroamericanos, el 0.07% era amerindio, el 0.28% eran asiáticos, el 0.98% eran de otras razas y el 4.32% son de una mezcla de razas. Del total de la población, el 2.65% eran hispanos o latinos de cualquier raza.